# Port lotniczy Vitória-Eurico de Aguiar Salles
Port lotniczy Vitória-Eurico de Aguiar Salles (IATA: VIX, ICAO: SBVT) – port lotniczy położony w Vitórii, w stanie Espírito Santo, w Brazylii.

## Linie lotnicze i połączenia
- Azul Linhas Aéreas (Campinas-Viracopos, Kurytyba-Afonso Pena, Salvador da Bahia)
- Gol Transportes Aéreos (Belo Horizonte-Confins, Brasília, Campinas-Viracopos, Kurytyba-Afonso Pena, Goiânia, Manaus, Maringá, Rio de Janeiro-Galeão, Rio de Janeiro-Santos Dumont, São Paulo-Congonhas, São Paulo-Guarulhos)
- TAM Linhas Aéreas (Belo Horizonte-Confins, Brasília, Fortaleza, Porto Alegre, Rio de Janeiro-Galeão, Rio de Janeiro-Santos Dumont, Salvador da Bahia, São Paulo-Congonhas, São Paulo-Guarulhos)
- TRIP Linhas Aéreas (Belo Horizonte-Confins, Brasília, Campos dos Goytacazes, Cuiabá, Goiânia, Gov. Valadares, Ilhéus, Ipatinga, Macaé, Porto Seguro, Rio de Janeiro-Santos Dumont, Salvador da Bahia, São Paulo-Guarulhos)